# Миккола, Марья-Леена
Ма́рья-Ле́ена Ми́ккола (фин. Marja-Leena Mikkola; род. 18 марта 1939, Сало, Финляндия) — финская писательница, поэтесса, переводчица.

## Биография
В 1963 году защитила кандидатскую степень по философии. Работала библиотекарем в университете Хельсинки и в Союзе писателей Финляндии. Писательскую карьеру начала в 1962 году, когда вышел её сборник новелл «Женщины».
В конце 60-х — начале 70-х годов была одним из самых известных леворадикальных деятелей культуры в Финляндии.
Писала тексты и песни для театров-кабаре.
Ею была написана книга «Потерянное детство» (Menetetty lapsuus, 2004) о 17 русских детях, которые в 1941—1944 году находились в финских концентрационных лагерях для русского населения во время оккупации Карело-Финской ССР.
Писала сценарии для фильмов, переводила на финский язык стихотворения Ахматовой, Мандельштама, Пастернака, а также Дилана Томаса, Вильяма Шекспира и Сильвии Плат.
Лауреат премии Финляндии 1999 года и премии Союза финских писателей (2016). В 2008 году была награждена медалью Российской Федерации за свои переводы с русского на финский. В 2017 году Марья-Леена Миккола была удостоена высшей государственной награды Финляндии для деятелей искусств — медали Pro Finlandia.